# Cobas (Ferrol)
Cobas (llamada oficialmente San Martiño de Covas) es una parroquia española del municipio de Ferrol, en la provincia de La Coruña, Galicia.

## Entidades de población
Entidades de población que forman parte de la parroquia:
- Aldea (A Aldea)
- Pedreira (A Pedreira)
- Cobarradeiras (Covarradeiras)
- Rajón (Ragón)

También aparecen en el noménclator, pero no en el INE:
- Campotes
- Fonte da Tella
- O Porto
- As Pozas
- O Prioiro
- O Vilar

## Demografía
| Gráfica de evolución demográfica de Cobas entre 2000 y 2019 |
|                                                             |
| Datos según el nomenclátor publicado por el INE.            |